# Новосілля у будній день
«Новосілля у будній день» («Новоселье в будний день») — радянський чорно-білий телефільм 1973 року, знятий режисером Робертом Меркуном на Північно-осетинській студії телефільмів.

## Сюжет
Про шахтарів Садонського свинцево-цинкового комбінату. Про три покоління гірників.

## У ролях
- Урузмаг Хурумов — Георгій Хоранов (озвучив Олексій Сафонов)
- Анатолій Дзиваєв — Георгій Хоранов у юності (озвучив Олексій Сафонов)
- Ірина Чипіженко — Марина Цогоєва
- Є. Бахарєва — Марина Цогоєва в юності
- А. Баллаєв — Володимир Цогоєв, гірничий інженер
- Всеволод Сафонов — Кирило Андрійович Салазкін
- Варвара Каргінова — Верінька
- Коста Сланов — Дахцико
- В. Баскаєв — епізод
- Урузмаг Баскаєв — Харитон Цогоєв
- Коста Бірагов — гірник
- Е. Бугулова — епізод
- Т. Бірагова — епізод
- Д. Ващенко — Кондратюк
- Борис Дауєв — епізод
- Василиса Комаєва — дружина Дахцико
- Зоя Кочісова — епізод
- А. Мірошников — Петро
- Костянтин Томаєв — Акбулат, головний інженер
- Жільбер Бомака — гірник з Конго
- Полин Нкодія — гірник з Конго
- Проспер Буамутала — гірник з Африки
- Рішар Окуанчі — гірник з Конго
- І. Салказанов — епізод
- Маїрбек Цихієв — епізод
- Н. Хубаєв — епізод
- Маїрбек Цаліков — епізод

## Знімальна група
- Режисер — Роберт Меркун
- Сценаристи — Юрій Чулюкін, Олександр Горохов, Роберт Меркун
- Оператор — Михайло Немисський